# Бюро охраны правительства

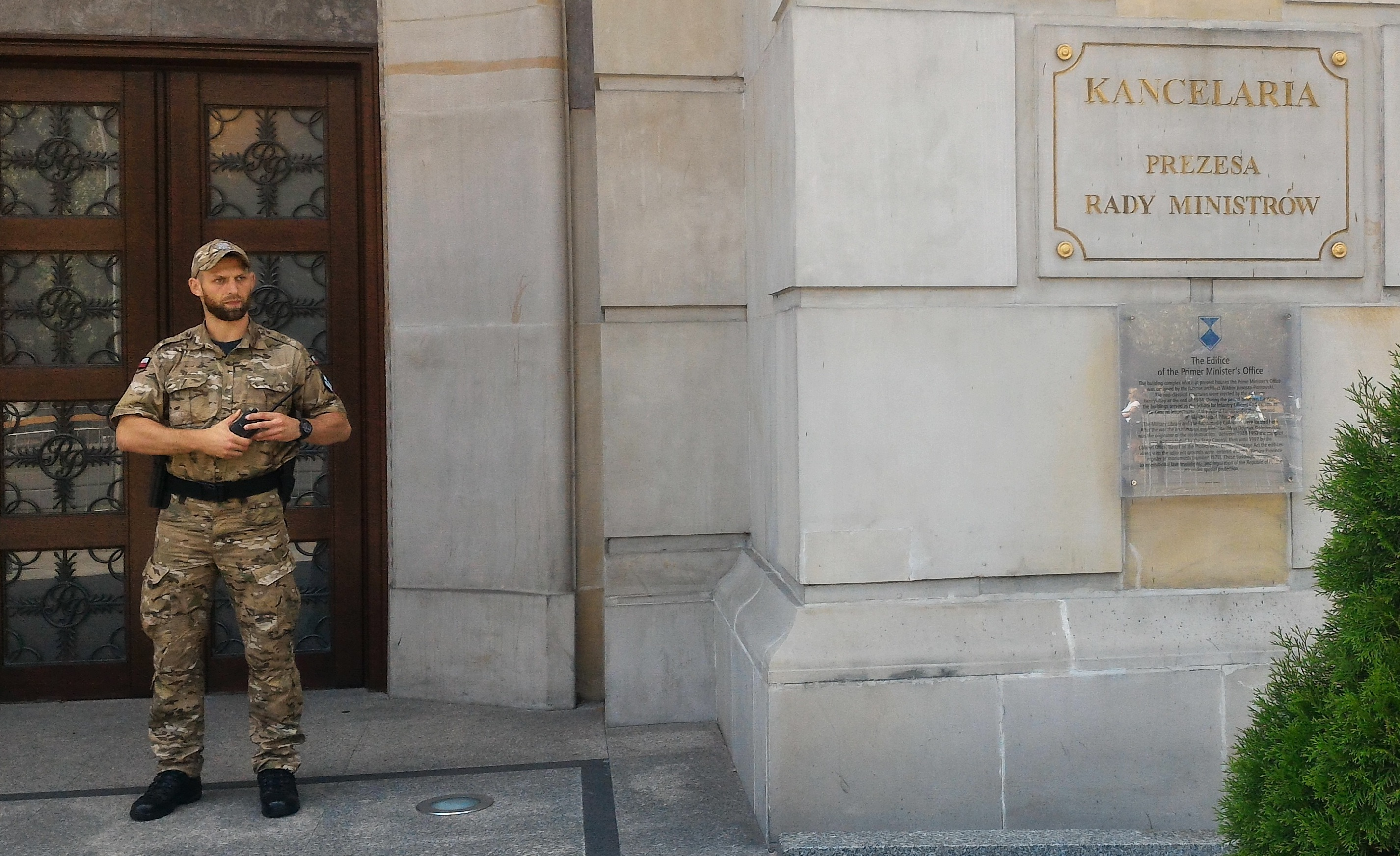
Сотрудник бюро охраны правительства перед зданием резиденции премьер-министра Польши в Варшаве

Бюро́ охра́ны прави́тельства (пол. Biuro Ochrony Rządu, польское произношение: ˈbjurɔ ɔˈxrɔnɨ ˈʐɔndu, BOR) — польский правоохранительный орган, предоставляющий антитеррористические и VIP-услуги безопасности для правительства Польши; его обязанности во многом схожи с обязанностями Секретной службы США и российской Федеральной службы охраны. Для личной и коммерческой почтовой переписки Бюро охраны правительства — Войсковая часть № 1004 (Jednostka wojskowa (JW) № 1004) до 2001 года.

## Субъекты защиты
- Президент Республики Польша;
- Премьер-министр Республики Польша;
- Маршал Сейма;
- Маршал Сената;
- Заместитель премьер-министра;
- Министр иностранных дел;
- Министр внутренних дел и администрации;
- Бывшие президенты (на территории Польши);
- Бывшие премьер-министры (в течение шести месяцев после ухода с должности);
- Другие лица, по указу министра внутренних дел;
- Главы иностранных государств, правительств, представителей и дипломатов, находящихся на территории Польши.

## Оборудование BOR

### Транспортные средства

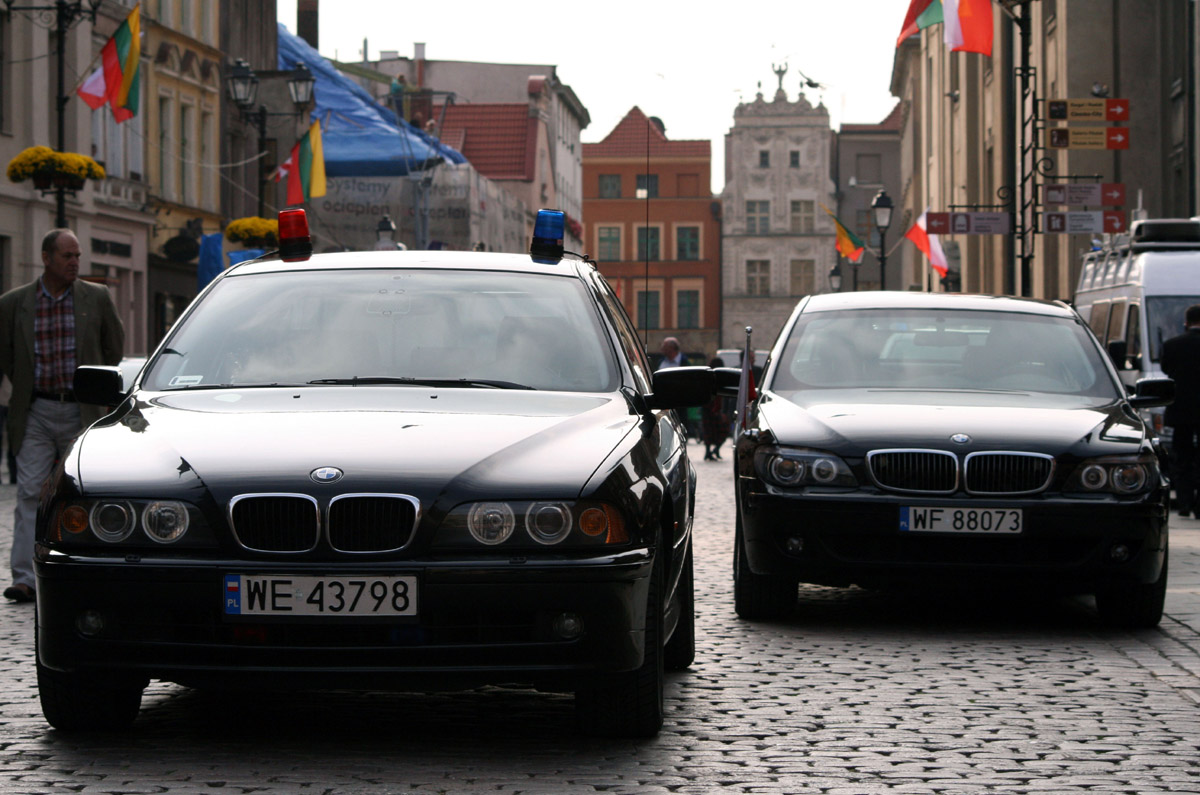
BMW 5 и BMW 7. Староместская площадь, Торунь

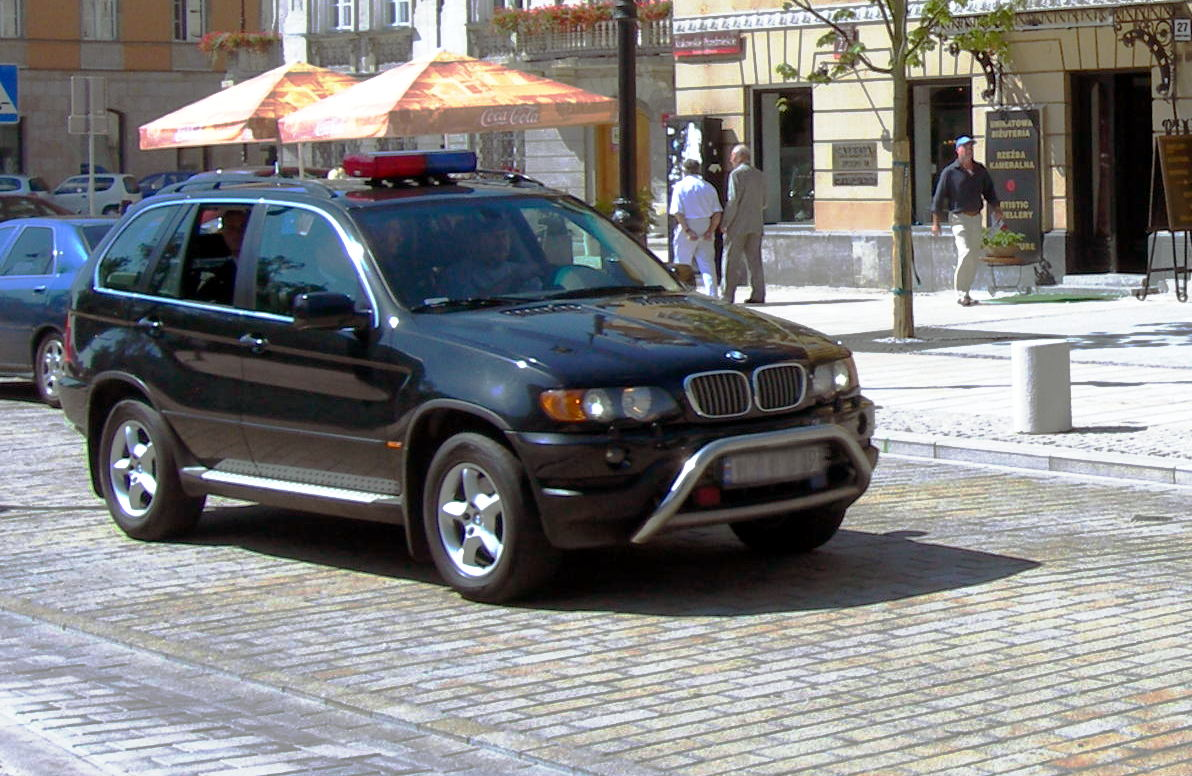
BMW X5

- Audi A6
- Audi A8
- Audi Q7
- BMW 5
- BMW 7
- BMW X5
- Chrysler Voyager
- Mercedes-Benz E-класс (W124)
- Mercedes-Benz G-класс
- Mercedes-Benz S-класс
- Mercedes-Benz Viano
- Seat Exeo
- Škoda Superb
- Volvo S40

### Вооружение
- Пистолеты — Glock 17 и FN Five-seveN;
- Пистолеты-пулемёты — Uzi, Mini Uzi, FN P90 и MP5;
- Штурмовые винтовки — АКМ, Beryl wz.96, G36C и FN SCAR.